# Transformatietemperatuur

Transformaties in kristalrooster van staal bij verschillende temperaturen

De transformatietemperatuur of overgangstemperatuur is de temperatuur waarbij een vaste stof van de ene kristalstructuur in een andere overgaat.
Veel elementen, legeringen en chemische verbindingen vertonen het verschijnsel dat ze in verschillende vaste kristallijne toestanden kunnen voorkomen, waarbij één bepaalde kristallijne bouw slechts stabiel is in een beperkt temperatuurs- en drukgebied. Men spreekt van allotropie bij elementen en van polymorfie bij legeringen en verbindingen. Zo gaat alfa-ijzer onder normale druk bij 906°C over in gamma-ijzer, dat bij 1401°C overgaat in delta-ijzer, dat bij 1530°C smelt. De verschillende toestanden kunnen worden weergegeven in een fasediagram.

## Voorbeelden
Het fasediagram van ijzer en koolstof vertoont tal van overgangen, die de basis vormen voor de verschillende eigenschappen die staal kan krijgen door warmtebehandeling:
Kwarts (SiO2) heeft een groot aantal stabiele en metastabiele modificaties die het gedrag van glas en keramische producten beheersen. Soms komen gebieden voor waarin twee fasen met elkaar in evenwicht zijn. In dat geval is er geen transformatietemperatuur, maar een transformatietraject of overgangstraject.

## Thermodynamische implicatie
De entropieverandering bij de overgang van de ene naar de andere kristalstructuur bij het absolute nulpunt bedraagt 0 J/K·mol. Dat is onderwerp van de derde hoofdwet van de thermodynamica.